# Phan Bá Đạt
Phan Bá Đạt(潘伯達, 1783-1846) sinh tại xã Việt An hạ, huyện La Sơn, phủ Đức Quang, trấn Nghệ An nay là huyện Đức Thọ, tỉnh Hà Tĩnh.
Ông thi đỗ Đệ tam giáp tiến sĩ xuất thân khoa Nhâm Ngọ (1822) đời Minh Mạng. Lúc đầu bổ chức hàn lâm sau trải qua: Tri phủ Kiến An, Quốc tử Giám tư nghiệp, Thiêm sự bộ Lại, phủ thừa tỉnh Thừa Thiên, thị lang bộ Lại, quyền Tuần phủ Hưng Yên, tham tri bộ Lễ, Binh, Hình, tả phó Đô ngự sử viên Đô sát, sung cơ mật viên đại thần...
Năm Thiệu trị thứ nhất thăng Thượng thư Bộ Lễ, Thượng thư bộ Hình kiêm giữ ấn triện bộ Công, được 3 năm thực thụ Tổng đốc Định An ở Nam Kỳ, được 5 năm vì tra một vụ án, bị bọn gian làm hại, nên ông bị oan phải giáng chức về Kinh rồi mất tại kinh đô. Biết ông bị oan nên năm Tự Đức I (1848) nhà vua khen ông thanh cần nhất tiết, truy tặng ông: Lại Bộ viên ngoại lang, di chiếu hậu đao. Con ông đưa linh cữu ông về táng tại quê nhà.
Ông là người dâng sớ kể tội Lê Văn Duyệt lên vua Minh Mạng năm 1835.
Con gái là Phan Thị Long lấy Phan Đình Tuyển đậu phó bảng đã sinh ra Phan Đình Phùng- đậu đình nguyên tiến sĩ, lãnh tụ phong trào Cần vương.
Tác phẩm:
1. Ngũ kinh tinh lý toát yếu